# 佛瑞斯特級航空母艦
佛瑞斯特級航空母艦（Forrestal-class）是美國海軍在第二次世界大戰結束後，首批為配合噴射機的誕生而建造的航空母艦。在本級船艦開始發展前，美國海軍原本預計建造一系列為數5艘的美國級航空母艦，但計劃因種種原因而取消。本級航空母艦的一號艦以已故美國國防部長詹姆斯·福萊斯特命名為福萊斯特號，亦成為本艦級命名。

## 背景
由于美國號航空母艦時運不濟，因此美国军方打算转而建造這類航空母艦以取代合眾國級戰略航空母艦。美方於此航母安裝4台飛機彈射器和1條平直飛行甲板，但沒有島形上層建築。然而，經過重新設計後，這批航空母艦實際與戰後第一批航母無異。

## 設計

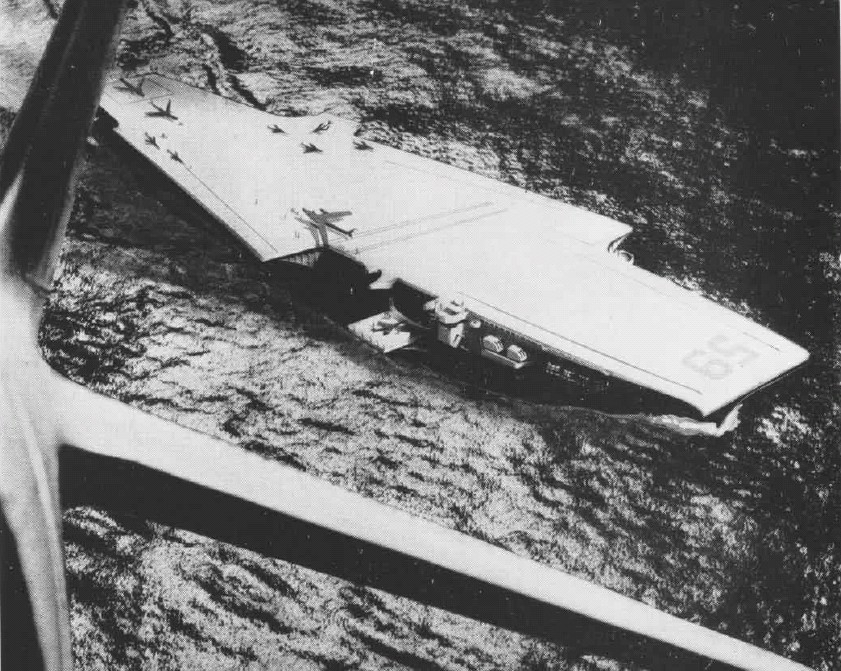
1952年时的贯通式设计方案

佛瑞斯特級是美國第一個從起造時就設有斜向飛行甲板的航空母艦等級，其中前兩艘同級艦福萊斯特號與薩拉托加號是在建造中途自貫通式設計改為斜向設計，而遊騎兵號與獨立號則是從起造時就採用了新型設計。此級航艦在船首甲板與斜向飛行甲板最前段設置4具蒸汽彈射器，配合4座設在船側的昇降機，其中右舷的昇降機有3台，1台位于舰岛前方，2台位于舰岛后方；左舷布置1台升降机，仍位于贯通式航母常见的舰舯位置，即斜角甲板前端。作为一种仍处于斜角航母探索阶段的舰型，这些设计尚不够成熟，在实际应用中导致了一些问题：由于舰岛前方只有1台升降机，无法匹配前部2台弹射器的效率；左舷升降机位于斜角甲板起飞和降落路径上，斜角甲板弹射器前方，升降作業的操作与起飛和降落的過程相互干扰。後來的美國航空母艦继承了佛瑞斯特級确定的4弹射器与4升降机方案，同时对其产生的问题进行了改进：右舷升降机均採前二後一設計，以匹配前部2台弹射器的效率；左舷的昇降機则改为設置在左舷偏后位置，斜角彈射器後方，以便能在進行起飛和降落的過程中繼續升降作業的操作。

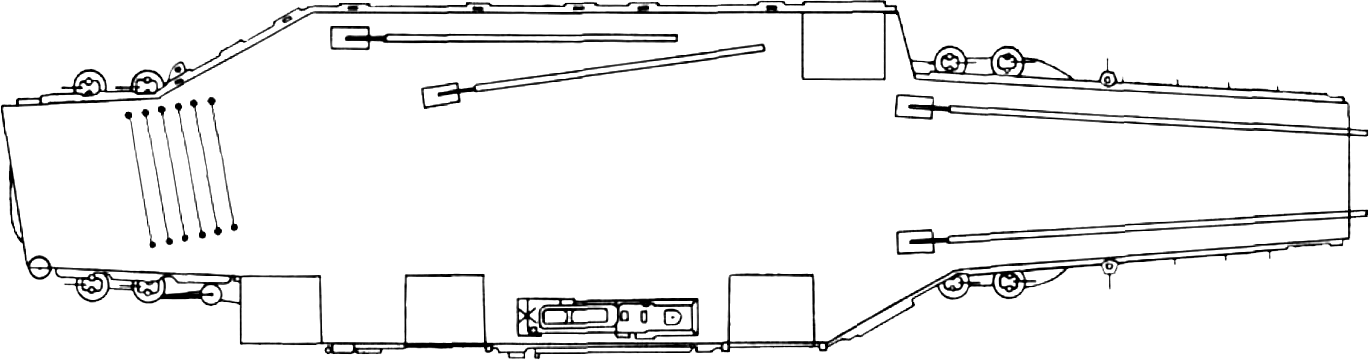
1962年时的佛瑞斯特級甲板平面图，显示了倾斜甲板前端的左舷升降机，位于两架飞机从腰部弹射器发射和回收飞机的路径中；右舷升降机布置3部，舰岛前部只有1部升降机为2个前部弹射器服务，舰岛后部又2部升降机。

總排水量超過75,000噸的本級航空母艦較前一代的中途島級足足增加了25%，因此被視為是跨越了一個嶄新的船艦尺碼門檻，而被認為是世界上第一個真正付諸生產的超級航空母艦級別。

## 服役
後來，福萊斯特號、薩拉托加號、遊騎兵號及獨立號先後於1955年10月、1956年4月、1957年8月和1959年4月加入現役，載彈量約1650噸，供艦載機聯隊採用酌AVGAS型航空燃料284萬升（即750000美國加侖），JP5航空燃料299萬升（即789000美國加侖）。在每艘航母最初上載的90架戰機中，包括2個F2H或F9F戰鬥機隊、2個AD及A4D輕型攻擊機中隊與支援偵察、電子戰和搜索與救援設備。福萊斯特號和遊騎兵號在20世紀50年代還配備有天獅星I型導彈。上述所有航空母艦全部也曾參加越南戰爭，其中獨立號更完成了古巴的封鎖任務，至於薩拉托加號也曾經參加美國針對利比亞的小規模戰爭。

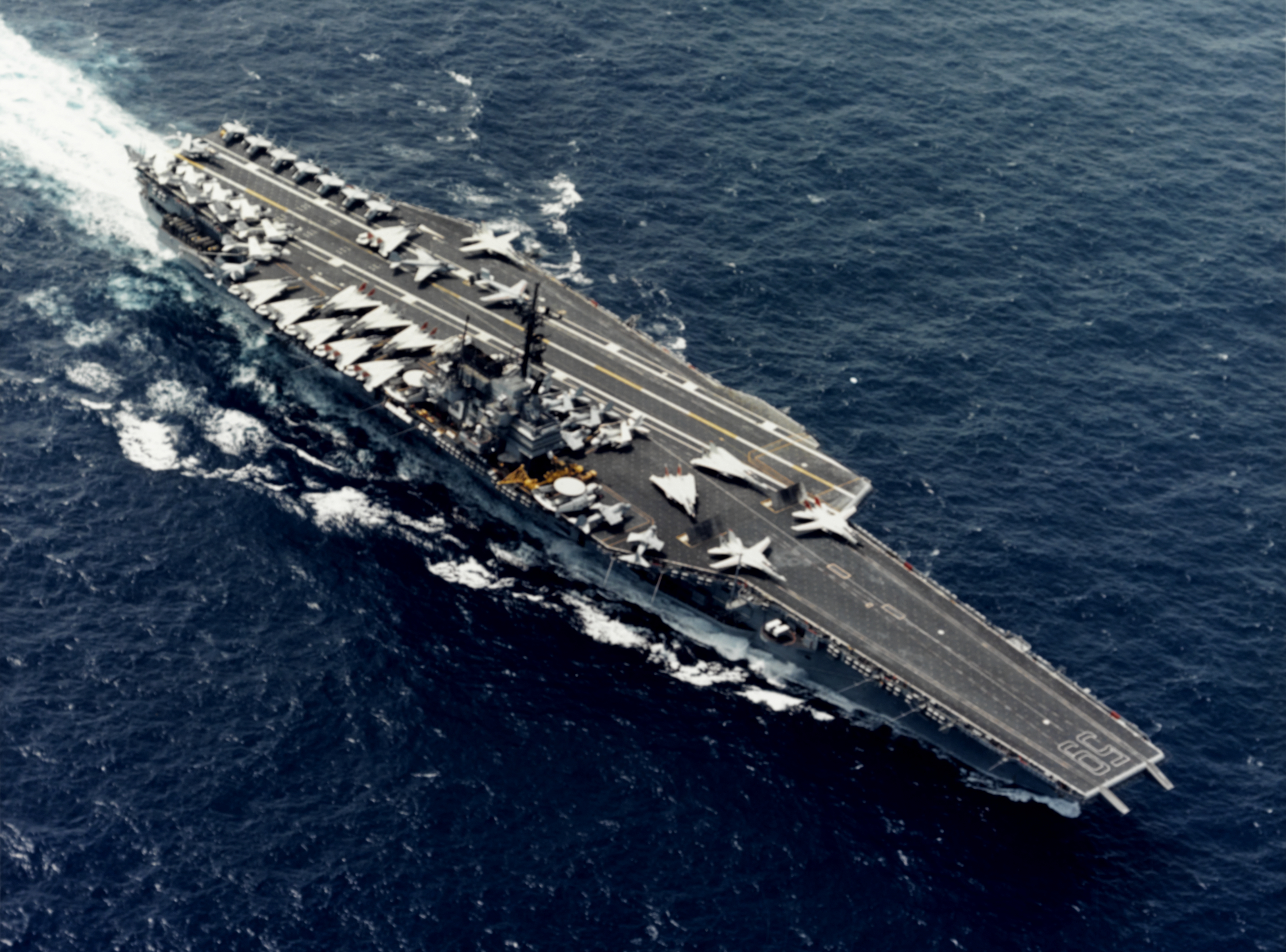
福萊斯特級首舰福萊斯特号
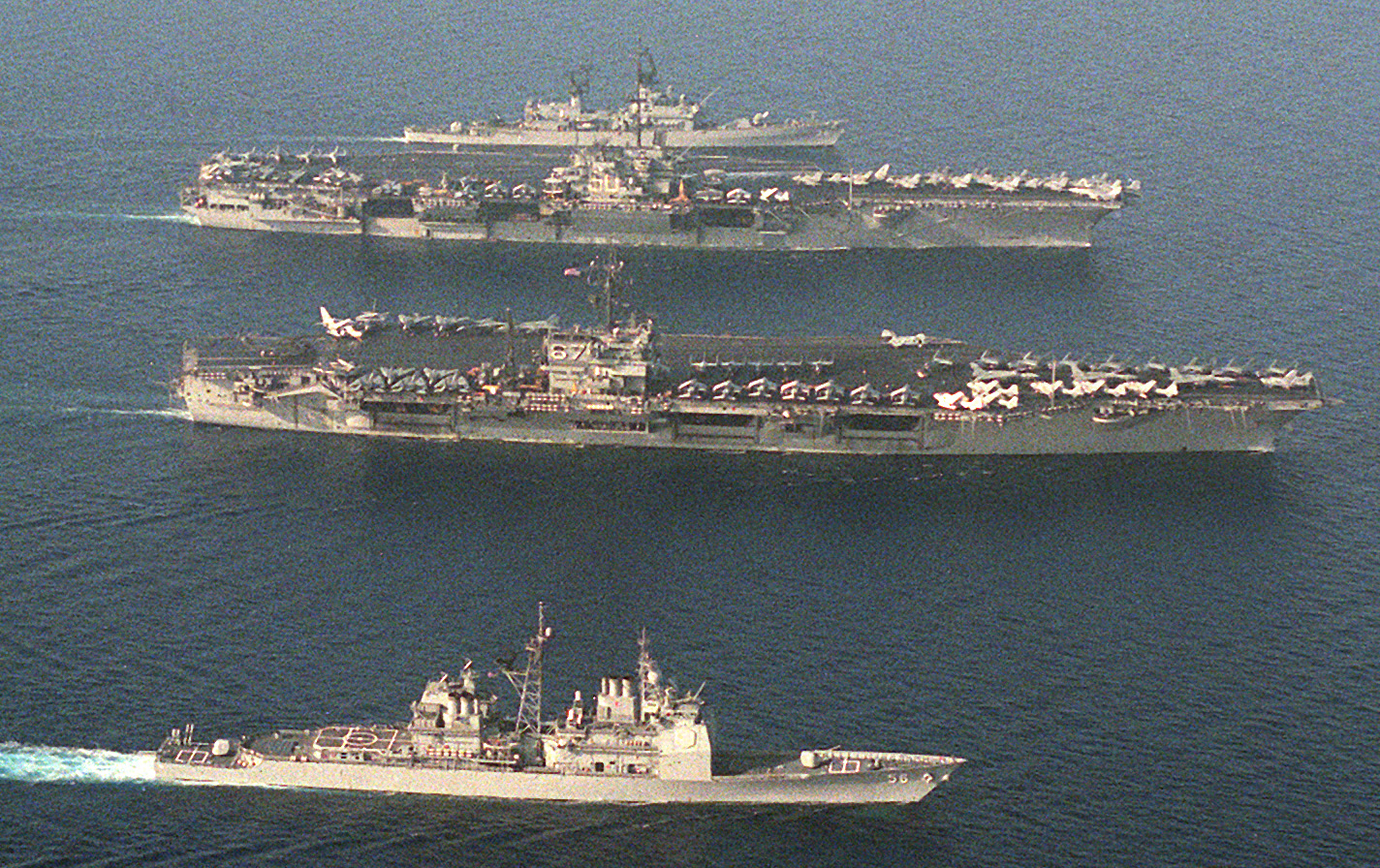
2号舰萨拉托加号（上）与肯尼迪号航空母舰 (CV-67)一起巡航；注意两型航母舰岛和升降机布置位置的差异。
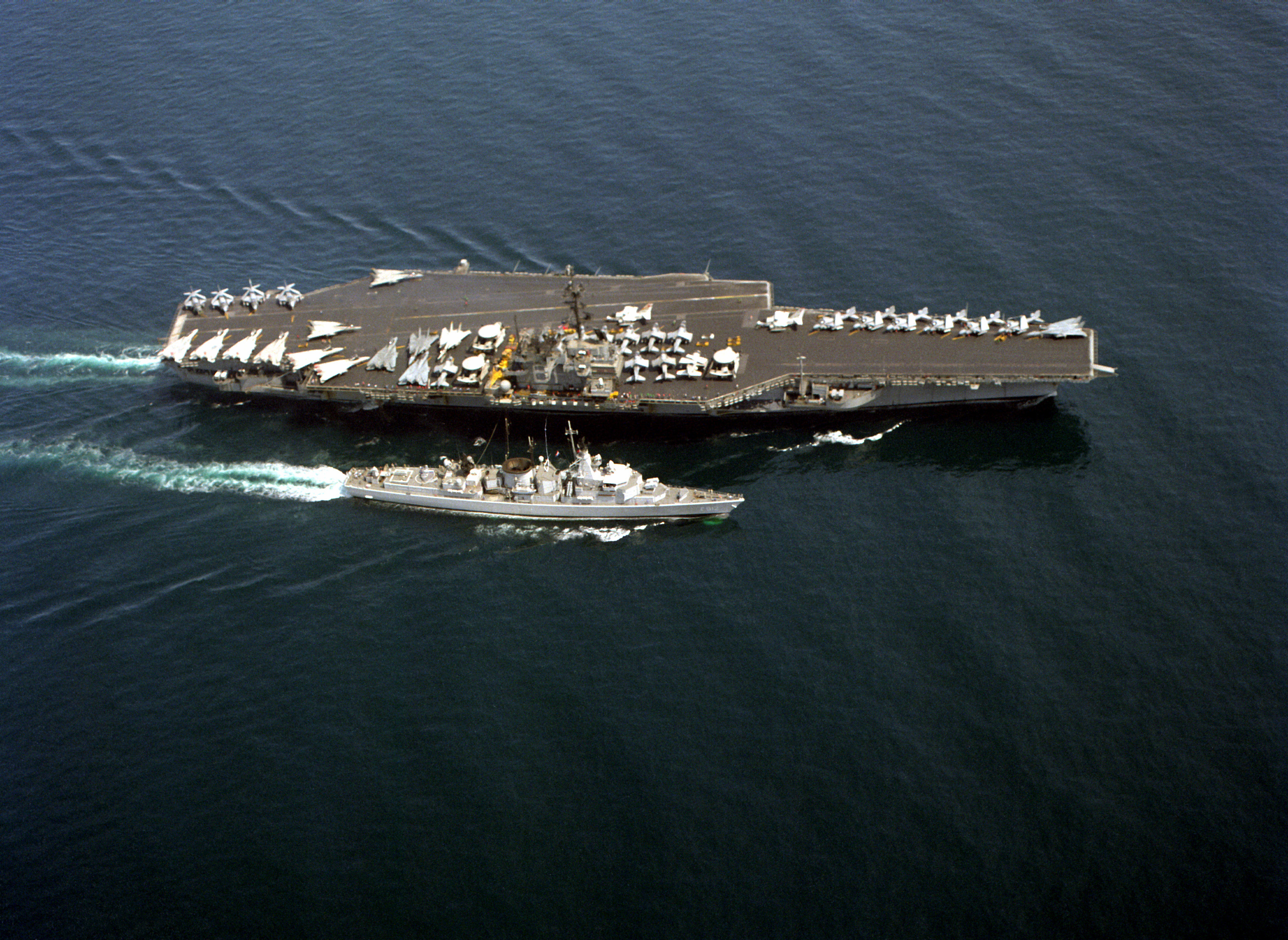
參與沙漠之盾行動期間的遊騎兵號正在替荷蘭皇家海軍的希姆斯科號飛彈巡防艦（Jacob Van Heemskerck F812）進行補給。

## 延長使用期
4艘福萊斯特級戰艦的飛行甲板上配置有4台標準飛機升降機。其中有3艘在20世紀80年代進行了延長使用期計劃改裝（薩拉托加號、福萊斯特號及獨立號）。

## 同级舰
| 舰名               | 弦號  | 造船廠           | 龍骨安放时间   | 下水时间       | 开始服役时间  | 退役时间      | 舰徽 | 母港 | 所屬艦隊 | 现况   |
| ------------------ | ----- | ---------------- | -------------- | -------------- | ------------- | ------------- | ---- | ---- | -------- | ------ |
| 福萊斯特號航空母艦 | CV-59 | 紐波特紐斯造船廠 | 1952年7月14日  | 1954年12月11日 | 1955年10月1日 | 1993年9月11日 |      |      |          | 已拆解 |
| 薩拉托加號航空母艦 | CV-60 | 紐約造船廠       | 1952年12月16日 | 1955年10月8日  | 1956年4月14日 | 1994年8月20日 |      |      |          | 已拆解 |
| 遊騎兵號航空母艦   | CV-61 | 紐波特紐斯造船廠 | 1954年8月2日   | 1956年9月29日  | 1957年8月1日  | 1993年7月10日 |      |      |          | 已拆解 |
| 獨立號航空母艦     | CV-62 | 紐約造船廠       | 1955年7月1日   | 1958年6月6日   | 1959年1月10日 | 1998年9月30日 |      |      |          | 已拆解 |